# Девід Торренс
Девід Торренс (англ. David Torrence; 17 січня 1864, Единбург, Шотландія — 26 грудня 1951, Лос-Анджелес, США) — шотландський кіноактор. Народився під іменем Девід Тайсон. Він з'явився у 104 фільмах в період з 1913 по 1939 роки. Зірка з його ім'ям розміщена на Голлівудській алеї слави. Девід брат актора Ернеста Торренса. Похований на кладовищі Інглвуд-Парк.

## Вибрана фільмографія
- В'язень Зенди[en] (1913)
- Тесс з роду д'Ербервіллів[en] (1913)
- Тесс з Країни Бур[en] (1922)
- Підстрижені в багряних тонах[en] (1923)
- 1924 — Зоря завтрашнього дня
- Тирсовий слід[en] (1924)
- Містичний[en] (1925)
- Секрет її чоловіка[en] (1925)
- Третя ступінь (1926)
- Браун з Гарварду (1926)
- Роздягнені[en] (1928)
- Сильний хлопчик[en] (1929)
- Чорний годинник[en] (1929)
- Дізраелі (1929)
- Міська дівчина[en] (1930)
- Лотерея (1930)
- Нежонатий батько[en] (1931)
- Успішне лихо[en] (1932)
- Маска Фу Манчу[en] (1932)
- Берклі-сквер (1933)
- Королева Крістіна[en] (1933)
- Що кожна жінка знає[en] (1934)
- Чарлі Чан в Лондоні[en] (1934)
- Бонні Скотланд[en] (1935)
- Паршива вівця[en] (1935)
- Заколот на Баунті (1935)
- Провулок гармонії (1935)
- Енні Лорі[en] (1936)
- Втрачений горизонт (1937)
- Стенлі і Лівінгстон[en] (1939)
- Володар моря[en] (1939)